# 肥害

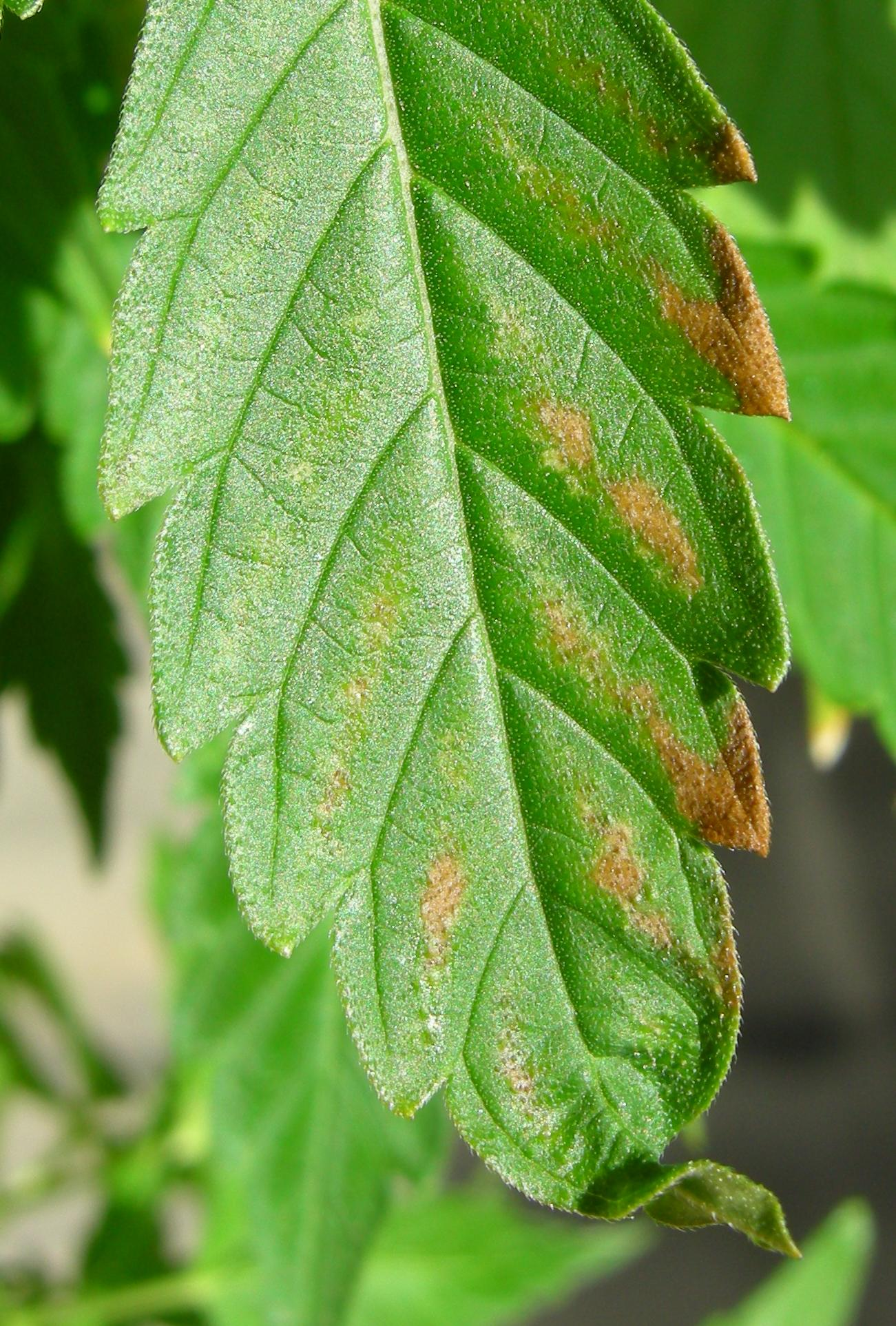
葉子尾端因遭受肥害而呈現像燒焦狀

肥害或肥傷是由於肥料配製不當，加入過量氮肥或腐熟不充分的有機肥，或根外追肥濃度過高而引起的，使土壤產生鹽漬化。

## 發生肥害後產生的問題
- 出現落葉、爛根的現象，葉子尾端像燒焦狀。
- 抑制根系發育，削弱了對水、肥吸收的功能。
- 土壤溶液濃度過大，植物發生反滲透現象，導致生理萎蔫或者葉緣枯焦。
- 產生有毒氣體危害。
- 多餘的肥料流入環境，導致水體富營養化，甚至使土壤板結。
- 造成亞硝酸鹽、激素等物質超標，影響消費者身體健康。

## 治療
- 如果肥害並不嚴重，用大量清水沖洗。
- 受到肥害的土壤，可以和其他土壤做稀釋混合。[1][1][2]